# Diploschistes
Genre
Diploschistes est un genre de lichens.

## Liste des espèces, sous-espèces et variétés
Selon Catalogue of Life (22 septembre 2013) :
- Diploschistes actinostomus
- Diploschistes aeneus
- Diploschistes arabiensis
- Diploschistes austroafricanus
- Diploschistes awasthii
- Diploschistes badius
- Diploschistes caesioplumbeus
- Diploschistes candidissimus
- Diploschistes cinereocaesius
- Diploschistes conceptionis
- Diploschistes diacapsis
- Diploschistes diploschistoides
- Diploschistes elixii
- Diploschistes euganeus
- Diploschistes gypsaceus
- Diploschistes hensseniae
- Diploschistes hypoleucus
- Diploschistes isabellinus
- Diploschistes megalosporus
- Diploschistes muscorum
- Diploschistes ocellatus
- Diploschistes rampoddensis
- Diploschistes scruposus
- Diploschistes sticticus
- Diploschistes thunbergianus

Selon NCBI (22 septembre 2013) :
- Diploschistes actinostomus
- Diploschistes aeneus
- Diploschistes badius
- Diploschistes caesioplumbeus
- Diploschistes candidissimus
- Diploschistes cinereocaesius
- Diploschistes diacapsis
- Diploschistes diploschistoides
- Diploschistes elixii
- Diploschistes euganeus
- Diploschistes gypsaceus
- Diploschistes hensseniae
- Diploschistes muscorum
  - sous-espèce Diploschistes muscorum subsp. bartlettii
- Diploschistes neutrophilus
- Diploschistes ocellatus
  - variété Diploschistes ocellatus var. almeriensis
  - variété Diploschistes ocellatus var. tenuis
- Diploschistes rampoddensis
- Diploschistes scruposus
- Diploschistes sticticus
- Diploschistes thunbergianus